# 濱田青陵賞
濱田青陵賞（はまだせいりょうしょう）は、大阪府岸和田市と朝日新聞社とが創設した賞。岸和田市にゆかりが深い考古学者である濱田耕作（号 青陵）の没後50年の1988年に「岸和田市文化賞条例」に基づいて制定された。濱田青陵の業績を称えると共に、日本の考古学の振興に寄与する目的で、顕著な業績のあった新進の研究者や団体を選考して表彰する。授賞式は秋頃に行われる。
2020年に予定されていた第33回は、新型コロナウイルスの感染拡大で緊急事態宣言が出されたことを受けて来年に延期となった。

## 歴代受賞者一覧
| 回（年度）       | 受賞者     | 生年               | 当時の職                                                        | 受賞業績                                                                       |
| ---------------- | ---------- | ------------------ | --------------------------------------------------------------- | ------------------------------------------------------------------------------ |
| 第1回（1988年）  | 東野治之   | 1946年（当時41歳） | 大阪大学教養部助教授                                            | アジア的視点にたつ古代日本文化の研究                                           |
| 第2回（1989年）  | 都出比呂志 | 1942年（当時47歳） | 大阪大学文学部教授                                              | 日本農耕社会の成立過程に関する研究                                             |
| 第3回（1990年）  | 小林達雄   | 1937年（当時52歳） | 國學院大学文学部教授                                            | 縄文文化の総合的研究                                                           |
| 第4回（1991年）  | 青柳正規   | 1944年（当時46歳） | 東京大学文学部教授                                              | 古代ローマの美術・考古学研究におけるすぐれた業績                               |
| 第5回（1992年）  | 田中淡     | 1946年（当時46歳） | 京都大学人文科学研究所助教授                                    | 中国建築史の研究                                                               |
| 第6回（1993年）  | 春成秀爾   | 1942年（当時50歳） | 国立歴史民俗博物館教授                                          | 原始時代の社会構造とイデオロギ－に関する考古学的研究                           |
| 第7回（1994年）  | 千田稔     | 1942年（当時51歳） | 奈良女子大学教授                                                | 古代日本の歴史地理学的研究についての業績                                       |
| 第8回（1995年）  | 武田佐知子 | 1948年（当時47歳） | 大阪外国語大学助教授                                            | 服装史と日本古代国家の形成についての研究                                       |
| 第9回（1996年）  | 山中敏史   | 1948年（当時47歳） | 奈良国立文化財研究所埋蔵文化財センター集落遺跡研究室長          | 古代官衙に関する考古学的研究                                                   |
| 第10回（1997年） | 菊池俊彦   | 1943年（当時54歳） | 北海道大学教授                                                  | 北の海と大地を視点として                                                       |
| 第11回（1998年） | 甲元真之   | 1944年（当時54歳） | 熊本大学教授                                                    | 東アジア新石器時代社会研究の革新                                               |
| 第12回（1999年） | 上原真人   | 1949年（当時50歳） | 京都大学大学院文学研究科教授                                    | 瓦と木器から日本の古代を追求する                                               |
| 第13回（2000年） | 岡村秀典   | 1957年（当時43歳） | 京都大学人文科学研究所助教授                                    | 中国・日本の考古学を連携する研究                                               |
| 第14回（2001年） | 今村啓爾   | 1946年（当時54歳） | 東京大学大学院人文社会系研究科教授                              | 縄文文化の実証的研究により                                                     |
| 第15回（2002年） | 寺沢薫     | 1950年（当時51歳） | 奈良県教育委員会文化財保存課主幹                                | 考古学的成果に基づく王権・国家形成期の研究により                               |
| 第16回（2003年） | 宮本一夫   | 1958年（当時45歳） | 九州大学大学院人文科学研究院教授                                | 東北アジア文化論とその日本文化への影響の研究により                             |
| 第17回（2004年） | 佐藤洋一郎 | 1952年（当時52歳） | 総合地球環境学研究所研究部教授                                  | ＤＮＡによる新しい考古学の開拓の研究により                                     |
| 第18回（2005年） | 中村慎一   | 1957年（当時47歳） | 金沢大学文学部助教授                                            | アジア稲作の起源と展開、中国文明の成立をめぐる比較研究                         |
| 第19回（2006年） | 福永伸哉   | 1959年（当時47歳） | 大阪大学大学院文学研究科教授                                    | 三角縁神獣鏡の研究                                                             |
| 第20回（2007年） | 難波洋三   | 1955年（当時52歳） | 京都国立博物館情報管理室長                                      | 銅鐸の研究                                                                     |
| 第21回（2008年） | 関雄二     | 1956年（当時52歳） | 国立民族学博物館先端人類科学研究部長                            | 古代アンデス文明の形成過程とその特質に関する研究                               |
| 第22回（2009年） | 村上恭通   | 1962年（当時47歳） | 愛媛大学教授・東アジア古代鉄文化研究センター長                  | 東アジアにおける鉄と国家形成過程との有機的関係を解明した                       |
| 第23回（2010年） | 若狭徹     | 1962年（当時48歳） | 高崎市教育委員会文化財保護課埋蔵文化財担当係長                  | 古墳時代地域首長とその支配領域の形成過程に関する実証的研究                     |
| 第24回（2011年） | 松井章     | 1952年（当時59歳） | 独立行政法人国立文化財機構 奈良文化財研究所埋蔵文化財センター長 | 日本考古学における動物、環境考古学の確立と国際化                               |
| 第25回（2012年） | 小畑弘己   | 1959年（当時52歳） | 熊本大学文学部教授                                              | 東北アジアにおける穀物栽培化過程の革新的研究                                   |
| 第26回（2013年） | 市大樹     | 1971年（当時42歳） | 大阪大学大学院文学研究科准教授                                  | 考古学と木簡などの研究を重ね、古代国家の研究を大きく前進させた                 |
| 第27回（2014年） | 吉井秀夫   | 1964年（当時50歳） | 京都大学大学院文学研究科教授                                    | 百済を中心とする朝鮮半島墳墓の研究と古代日朝関係史、朝鮮考古学の研究をすすめた |
| 第28回（2015年） | 千田嘉博   | 1963年（当時52歳） | 奈良大学学長                                                    | 城郭の考古学的研究を新たに開拓し、その確立と発展に寄与                         |
| 第29回（2016年） | 下垣仁志   | 1975年（当時41歳） | 京都大学准教授                                                  | 古墳時代の王権構造の解明に大きく寄与した                                       |
| 第30回（2017年） | 外村中     | 1960年（当時57歳） | ドイツ ヴュルツブルク大学東方文化研究所漢学系上級講師           | 東洋古代の芸術文化の解明に大きく寄与した                                       |
| 第31回（2018年） | 関根達人   | 1965年（当時52歳） | 弘前大学教授                                                    | 独自の視点と方法により考古学が中世史・近世史に大きく貢献しうることを示した     |
| 第32回（2019年） | 米田穣     | 1969年（当時50歳） | 東京大学総合研究博物館教授                                      | 同位体分析をもちいた考古科学を開拓し、その確立と発展に寄与した                 |
| 第33回（2021年） | 河上麻由子 | 1980年（当時41歳） | 大阪大学大学院文学研究科東洋史学研究室准教授                    | 仏教文化の視点による古代東アジアの対外交渉史の研究                             |
| 第34回（2022年） | 堀大介     | 1973年（当時49歳） | 佛教大学教授                                                    | 考古学に立脚した古代地域史像及び初期神仏習合・白山信仰史の学際的研究           |
| 第35回（2023年） | 辻田淳一郎 | 1973年（当時50歳） | 九州大学大学院人文科学研究院准教授                              | 古代鏡の分析による古墳時代を中心とした考古学的研究                             |
| 第36回（2024年） | 森先一貴   | 1979年（当時45歳） | 東京大学大学院人文社会系研究科准教授                            | 日本旧石器時代の体系的研究とその社会的・国際的発信                             |

## 関連資料
想 十年を振り返って――濱田青陵賞十周年記念誌
岸和田市・岸和田市教育委員会（1997年9月刊）NCID BA40252818
考古学の学際的研究――浜田青陵賞受賞者記念論文集〈1〉
岸和田市・岸和田市教育委員会 (2001年10月刊) ISBN 4812201241
執筆者 東野治之、菊池俊彦、上原真人、青柳正規、千田稔、山中敏史、甲元真之、小林達雄、岡村秀典、田中淡、武田佐知子
岸和田市文化賞濱田青陵賞二十周年記念誌
岸和田市・岸和田市教育委員会（2008年3月刊）NCID BA86486511